# Трофей элиты WTA 2016 — парный турнир
Ипек Сойлу и Сюй Ифань — победительницы турнира.

## Общая информация
В парном соревновании приняли участие шесть команд, которые были разделены на две группы. Пара, занявшая в своей группе первое место, получала путевку в финал. Победу в итоге одержала пара Ипек Сойлу и Сюй Ифань, имевшие второй номер посева. В финале они обыграли дуэт Ю Сяоди и Ян Чжаосюань, посеянный под шестым номером и получившим специальное приглашение на турнир. Прошлогодние чемпионки Ван Яфань и Лян Чэнь защищали свой титул в качестве пятых номеров посева, попав также по специальному приглашению организаторов. Их дуэт занял в своей группе последнее третье место и не вышел в финал.

## Посев
1. Андрея Клепач /  Аранча Парра Сантонха (Группа)
2. Ипек Сойлу /  Сюй Ифань (Титул)
3. Анастасия Родионова /  Ольга Савчук (Группа)
4. Оксана Калашникова /  Татьяна Мария (Группа)
5. Ван Яфань /  Лян Чэнь(Группа)
6. Ю Сяоди /  Ян Чжаосюань (Финал)

## Ход турнира

### Используемые сокращения
- Q (англ. qualifier, дословно — квалифицировавшийся) — победитель квалификационного турнира.
- WC (англ. wild card, уайлд-кард) — специальное приглашение от организаторов.
- LD (англ. last direct acceptance, последний прямой допуск) — игрок, находящийся последним в списке участников, попадающих напрямую в основную сетку.
- LL (англ. lucky loser, лаки-лузер) — игрок с наивысшим рейтингом из проигравших в финальном раунде квалификации, приглашённый в качестве замены поздно снявшегося игрока основной сетки.
- Rt (англ. retired, дословно — снявшийся) — отказ игрока от продолжения игры по ходу матча.
- W/O (англ. walkover, дословно — проход) — выигрыш на невыходе соперника на игру.
- SE (англ. special exempt) — специальный допуск. Используется для игроков, которые удачно сыграли на неделе, предшествовавшей турниру, и потому не могли участвовать в квалификации.
- SR (англ. special rating) — специальный рейтинг. Даётся игроку, получившему травму и выбывшему из тура не менее чем на 6 месяцев и до двух лет. В этом случае его рейтинг на время лечения травмы «замораживается» и затем после возвращения, он имеет право заявляться на несколько турниров (определяется регламентом тура), чтобы попадать на турниры своего уровня.
- PR (англ. protected ranking, дословно — защищённый рейтинг). Используется для допуска в турнир игроков, пропустивших долгое время из-за травмы и опустившихся в рейтинге.
- ALT (англ. alternate) — альтернативный игрок в сетке (замена кого-то из поздно снявшихся с турнира).
- S (англ. suspended, дословно — отложен) — матч приостановлен из-за дождя или темноты.
- D (англ. defaulted) — один из спортсменов снят с турнира за неспортивное поведение.

### Финал
|  | Финал |                      |                      |                      |                      |                      |                      |   |   |      |
|  |       |                      |                      |                      |                      |                      |                      |   |   |      |
|  | 6/WC  | Ю Сяоди Ян Чжаосюань | Ю Сяоди Ян Чжаосюань | Ю Сяоди Ян Чжаосюань | Ю Сяоди Ян Чжаосюань | Ю Сяоди Ян Чжаосюань | Ю Сяоди Ян Чжаосюань | 4 | 6 | [7]  |
|  | 6/WC  | Ю Сяоди Ян Чжаосюань | Ю Сяоди Ян Чжаосюань | Ю Сяоди Ян Чжаосюань | Ю Сяоди Ян Чжаосюань | Ю Сяоди Ян Чжаосюань | Ю Сяоди Ян Чжаосюань | 4 | 6 | [7]  |
|  | 2     | Ипек Сойлу Сюй Ифань | Ипек Сойлу Сюй Ифань | Ипек Сойлу Сюй Ифань | Ипек Сойлу Сюй Ифань | Ипек Сойлу Сюй Ифань | Ипек Сойлу Сюй Ифань | 6 | 3 | [10] |
|  | 2     | Ипек Сойлу Сюй Ифань | Ипек Сойлу Сюй Ифань | Ипек Сойлу Сюй Ифань | Ипек Сойлу Сюй Ифань | Ипек Сойлу Сюй Ифань | Ипек Сойлу Сюй Ифань | 6 | 3 | [10] |

### Групповой раунд
Золотистым выделены игроки, занявшие первое место в группе.

#### Группа Лотос
| Посев | Теннисистки                         | Клепач Парра Сантонха | Калашникова Мария     | Ю Ян                | Матчи | Сеты | Геймы | Место |
| ----- | ----------------------------------- | --------------------- | --------------------- | ------------------- | ----- | ---- | ----- | ----- |
| 1     | Андрея Клепач Аранча Парра Сантонха |                       | 6–1, 7–6(1)           | 3–6, 3–6            | 1-1   | 2-2  | 19–19 | 2     |
| 4     | Оксана Калашникова Татьяна Мария    | 1–6, 6–7(1)           |                       | 1–6, 7–6(3), [10–7] | 1-1   | 2-3  | 16–25 | 3     |
| 6/WC  | Ю Сяоди Ян Чжаосюань                | 6–3, 6–3              | 6–1, 6–7(3–7), [7–10] |                     | 1-1   | 3-2  | 24–15 | 1     |

#### Группа Орхидея
| Посев | Теннисистки                      | Сойлу Сюй        | Родионова Савчук | Ван Лян          | Матчи | Сеты | Геймы | Место |
| ----- | -------------------------------- | ---------------- | ---------------- | ---------------- | ----- | ---- | ----- | ----- |
| 2     | Ипек Сойлу Сюй Ифань             |                  | 6–3, 6–4         | 6–4, 3–6, [10–6] | 2-0   | 4-1  | 22–17 | 1     |
| 3     | Анастасия Родионова Ольга Савчук | 3–6, 4–6         |                  | 6–4, 7–5         | 1-1   | 2-2  | 20–21 | 2     |
| 5/WC  | Ван Яфань Лян Чэнь               | 4–6, 6–3, [6–10] | 4–6, 5–7         |                  | 0-2   | 1-4  | 19–23 | 3     |